# 2009 في فنزويلا
فيما يلي قوائم الأحداث التي وقعت خلال عام 2009 في فنزويلا.

## سياسة

### تعيين في المنصب
- 17 أغسطس – بيترو بارولين القاصد الرسولي إلى فنزويلا  [لغات أخرى]‏.

## رياضة
- 1 يناير – كوبا أمريكا تحت 20 سنة 2009 الفائز منتخب البرازيل تحت 20 سنة لكرة القدم.

## وفيات

### أبريل
- 5 أبريل – ألفريدو ماركانو (مواليد 1947) ملاكم فنزويلي.

### أكتوبر
- 16 أكتوبر – خوسيه هيريرا (مواليد 1942) لاعب كرة قاعدة فنزويلي.
- 27 أكتوبر – جوديث شاكون (مواليد 1986) ربّاعة فنزويلية.

### ديسمبر
- 24 ديسمبر – رفائيل كالديرا (مواليد 1916) سياسي فنزويلي.